# Герилско баштованство
Герилско баштованство је активистичко баштованство, облик ненасилне директне акције који првенствено упражњавају еколошки активисти. Активисти запоседају комад земље који не поседују (види сквотирање) ради садње младица воћа, поврћа и других биљака.
Радикалне акције герилског баштованства подразумевају блокирање главних саобраћајница и претварање градског бетона у зелене површине.
Занимљиво је да се пример активности сличне герилском баштованству налази у народној песми „Орање Марка Краљевића“, где Марко Краљевић оре царске друмове ради заподевања кавге с турским властима.

## Дефиниција
Герилско баштованство представља свако добровољно и потенцијално незаконито сађење на јавном простору који није у власништву баштована.  Земља коју герилски баштовани користе је најчешће напуштена или су је се власници одрекли. На тој земљи, герилски баштовани саде усеве или биљке које ће улепштати околину, попут цвећа.
Поједностављена дефиниција герилског баштованства означава да је то „обрађивање нечије земље без дозволе“.

## Историја
Историја герилског  баштованства у Уједињеном краљевству почиње у 17. веку, када се група под називом „Kопачи“ („the Diggers“) борила за право на обрађивање земље. Постоји веровање да корени герилског баштованства у новијем добу датирају из 1960-их, када су основани хипи-покрети. Ипак, прве заједнице герилских баштована у Уједињеном краљевству настају тек 2004. године, када је Ричард Рејнолдс одлучио да покрене блог о свом „незаконитом обрађивању земље широм Лондона“. Током 2008. године, господин Рејнолдс објавио је књигу „О герилском баштованству“.
У Америци је модерно герилско баштованство настало 1973. године у Њујорку. Лиз Kристи, њујоршка уметница, окупила је своје пријатеље и комшије како би очистили напуштен плац у Хјустону. Назвали су се „Зелена герила“, очистили ђубре и посадили цвеће и дрвеће. Захваљујући заједничком залагању, ова новонастала башта, постала је башта целе заједнице. Волонтери и чланови „Зелене гериле“ одржавају ову башту и данас. „Зелена герила“ од самог настанка користи свој утицај како би решила одређен проблем. Недуго након оснивања, у Њујорку је настало на десетине герилских баштована који су удружено садили. 
Почетком седамдесетих година, Адам Пурпл је на Менхетну, на једном напуштеном плацу,  направио башту у облику знака јин и јанг. Током 1986. године, башта је проширена, а снимљен је и кратак филм „Аdam purple and the Garden of Eden“.  Адам је ову башту посматрао као израз свог политичког и уметничког израза. Упркос дуготрајној борби на суду, ова башта је ипак уништена.

## Герила баштованство данас
Герилско баштованство је данас распрострањено у многим деловима света. Постоје докази о герилском баштованству у више од 30 земаља, а оно је присутно и популарно на друштвеним мрежама, на којима су отворене многобројне странице, као што су On Guerrilla Gardening и Guerrilla Gardening које су посвећене овој теми.
Герилским баштованством се данас баве појединци, организације, мреже и акционе групе. Најчешће саде ноћу како би били неприметни и избегли потенцијалне проблеме. Током садње користе биљке које не захтевају велику негу,  бирају места на којима се иначе не одржава зеленилo.
Данас је развој герилског баштованства подстакнут жељом за остварењем многобројних заједничких циљева, као што су улепшавање комшилука, повезивање са људима који имају заједничка интересовања,  осећај припадности и допринoса заједници, истицања потребе за повећањем обрадивих површина и указивање на политичке проблеме попут незаинтересованости локалних власти за одржавање јавних површина.
Герилски баштовани од 2007. године имају свој дан. Захваљујући герилским баштованима из Брисела, Светски дан герилског баштованства обележава се сваког 1. маја. На овај дан, герилски баштовани саде сунцокрете у свом комшилуку, најчешће на јавним местима која су недоступна. Иако садња сунцокрета у ово доба године погодује само деловима на Северној хемисфери, овај дан се обележава и у другим деловима света, сађењем биљака у складу са годишњим добом.
Сајт guerrillagardening.org који је покренуо Ричард Рејнолдс, допринео је популарности герилског баштованства у Европи. Сајт је првобитно замишљен као лични блог човека који је желео да улепша свој град – Лондон, али је сајт привукао остале герилске баштоване, као и читаву јавност. Вести о Ричардовим активностима инспирисале су људе широм света и подстакле их да се укључе у герилско баштованство.
Данас је guerrillagardening.org место на коме герилски баштовани из свих крајева света могу да пронађу информације и добију савете. Ричард Рејнолдс је 2008. године објавио књигу „О герилском баштованству“ у којој описује све активности у 30 различитих земаља и редовно држи говоре и спроводи кампање.  На својим предавањима истиче да је сврха герилског баштованства освајање напуштене земље и њено улепшавање. Он сматра да герилско баштованство може да буде средство за стварање друштвених промена.
У америчком граду Лос Анђелесу, герилски баштован Рон Финли је током 2010. године почео да сади поврће на напуштеним паркинзима и поред прометних саобраћајница. Осим што је желео да улепша своју заједницу и забави се, приметио је да је све више његових суграђана гојазно и његов циљ је био да им понуди алтернативу брзој храни. Са својим комшијама засадио је поврће испред своје куће, али је убрзо опоменут од стране градских власти које су наредиле да башта буде уклоњена. Овај случај је заинтересовао медије који су проширили причу и покренули петицију за заштиту баште коју је убрзо потписало 900 суграђана. Њихова подршка је сачувала башту, а Рон Финли је стекао пажњу шире јавности и наставио да спроводи своје герилске активности. Убрзо је направио герилску башту за бескућнике из Лос Анђелеса и подстакао афроамериканце да унапреде свој живот и своју заједницу кроз герилско баштованство. Рон Финли и данас, девет година од настанка његове прве герилске баште, наставља са остварењем своје мисије – стварање заједнице која сама производи, дели и користи здраву храну и учи младе да живе здраво.
Становници једне од најсиромашнијих афричких држава – Мали, увели су герилско баштованство у своју земљу 2015. године. Мала група фармера направила је пластична црева за пумпање воде из реке Нигер, како би залила броколи, купус и остало зелено поврће које су посадили. Иако знају да ова земља није њихова, закони и прописи их нису спречили у намери да се прехране. За разлику од Европе и Америке, у којима герилско баштованство најчешће настаје из политичких разлога, у Африци герилски баштовани мисле искључиво о преживљавању.
Грађани азијског Мумбаја одлучили су да искористе монсун и да његове последице усмере ка пошумљавању. Зато пре сваког монсуна припреме „бомбе“ од семена и распореде их по подручјима која нису покривена дрвећем. Током 2018. године, њихова суграђанка, еко-предузетница Савита Рао засадила је мини градску шуму у парку Горегаон. Циљ њене организације је да створи 100 градских шума коришћењем домаћих врста дрвећа и биљака, јер су оне отпорније на болести и употребу пестицида. Заједно са грађанима Мумбаја, Савита жели да створи самоодржив екосистем који ће бити користан и различитим врстама птица.
Аустралија је 2009. године направила телевизијски шоу „Герилски баштовани“ о шест герилских баштована који су покушали да улепшају урбана подручја или напуштена јавна места, а да притом не буду ухваћени и кажњени.

## Герилско баштованство у Србији
На друштвеној мрежи Фејсбук 2012. године основана је страница Герила баштовани, где се најављују акције, размењују мишљења и деле савети о герилском баштованству.
Пажњу јавности изазвала је акција улепшавања Суботице, када су 2013. године герилски баштовани на седам локација у граду посадили преко 200 садница и допунили жардињере хумусом.

## Алати герилског баштованства
Развој герилског баштованства и његову ширу примену омогућиле су тзв. „бомбе“ од семена. „Бомбе“ од семена постоје да би семе било посејано у тешко доступним местима и на локацијама које баштован не може да припреми за сађење. „Бомбе“ од семена садрже све битне елементе који су неопходни да би биљка започела свој живот.
Основна идеја је да сваки герилски баштован у џепу носи семе пркоса, лана, сунцокрета, мака и сличних биљака отпорних на сушу, како би сејао у пролазу. Након прве кише, из „бомби“ од семена ниче цвеће.
Популарност „бомбе“ од семена расте јер ју је веома лако направити. Најчешће састав чине глина, компост и семе.  Битно је одабрати право семе за одређено подручје, како екосистем не би био нарушен.

## Отворена питања
Због своје дефиниције која укључује непостојање дозволе за садњу на датом подручју, постоји дилема – да ли је герилско баштованство вандализам или покушај очувања природе. Иако је ова активност илегална, само неколико људи је кривично гоњено од самог настанка герилског баштованства. Ову дилему прате два супротстављена става – први указује на то да герилско баштованство доприноси природи и целој заједници. Садња се одвија на недоступној и најчешће ничијој земљи и зато никога не угрожава, већ ствара само позитивне ефекте. Други став је супротан – герилско баштованство крши право својине, незаконито наступа на туђим површинама и може бити ризично по здравље због сађења на местима која нису одржавана и припремљена за садњу.
Герилски баштовани, поред украсних биљака, саде и биљке које се користе у исхрани. Недостатак простора и жеља да се садња одвија и на неприступачним местима,  подстичу многе герилске баштоване да бацају „бомбе“ од семена близу ђубришта и прометних путева. На овај начин се повећавају ризици по здравље јер корен биљке упија хемикалије и тако цела биљка ако се користи у исхрани, постаје штетна по здравље људи.

## Сродни концепти
Герилско баштованство (guerrilla gardening)   треба разликовати од појма „community gardening“, који се односи на групу људи која заједно обрађује одређени комад земље. Ове заједничке баште се праве или на индивидуалном или на заједничком плацу, на приватном или јавном простору, како би се произвело воће, поврће или друге биљке. Циљ ових башти је вишеструк: естетско унапређење, добро физичко или психичко стање или очување природе. Community gardens имају и своју сврху – производња свежих производа уз истовремено појачање осећаја припадности заједници и присуство повезаност са околином.